# Sun Li
 (décembre 2012).
Sun Li (en chinois : 孙俪, aussi connue sous le nom de Susan Sun) est une actrice chinoise, née le 26 septembre 1982, à Shanghai, Chine. Elle a gagné plusieurs prix en tant que comédienne de télévision.
Elle joue le rôle de Lune dans le film Le Maître d'armes avec Jet Li en 2006. Elle rencontre ensuite un succès international en jouant, en 2011, le rôle de Zhen Huan dans la série à succès The Legend of Zhen Huan (Chinois : 后宫·甄嬛传), diffusée à l'étranger sous le titre "Empresses in the Palace", série historique se déroulant à la cour de l'empereur Yongzheng.
En 2017, elle joue le rôle de Zhou Ying dans une autre série historique Nothing Gold Can Stay (Chinois : 那年花开月正圆) pour laquelle elle gagne un prix également.